# 李瑞丰
李瑞丰（1962年—），男，汉族，山西和顺人，中华人民共和国化学家、政治人物、第十二届全国人民代表大会山西地区代表。

## 生平
毕业于德国斯图加特大学化学专业。2013年，被选为全国人大代表。